# العلاقات القرغيزستانية الليبيرية
العلاقات القيرغيزستانية الليبيرية هي العلاقات الثنائية التي تجمع بين قيرغيزستان وليبيريا.

## مقارنة بين البلدين
هذه مقارنة عامة ومرجعية للدولتين:
| وجه المقارنة                                              | قيرغيزستان                      | ليبيريا      |
| --------------------------------------------------------- | ------------------------------- | ------------ |
| المساحة (كم2)                                             | 199.95 ألف                      | 111.37 ألف   |
| عدد السكان (نسمة)                                         | 6.20 مليون                      | 4.73 مليون   |
| الكثافة السكانية (ن./كم²)                                 | 31.01                           | 42.47        |
| العاصمة                                                   | بيشكك                           | مونروفيا     |
| اللغة الرسمية                                             | اللغة الروسية، اللغة القيرغيزية | لغة إنجليزية |
| العملة                                                    | سوم قيرغيزستاني                 | دولار ليبيري |
| الناتج المحلي الإجمالي (بليون دولار)                      | 7.56 مليار                      | 2.16 مليار   |
| الناتج المحلي الإجمالي (تعادل القوة الشرائية) بليون دولار | 20.45 مليار                     | 3.76 مليار   |
| الناتج المحلي الإجمالي الاسمي للفرد دولار أمريكي          | 1.10 ألف                        | 455          |
| الناتج المحلي الإجمالي للفرد دولار أمريكي                 |                                 | 842          |
| مؤشر التنمية البشرية                                      | 0.655                           | 0.430        |
| رمز المكالمات الدولي                                      | +996                            | +231         |
| رمز الإنترنت                                              | .kg                             | .lr          |
| المنطقة الزمنية                                           | ت ع م+06:00                     | 00           |

## منظمات دولية مشتركة
يشترك البلدان في عضوية مجموعة من المنظمات الدولية، منها:
| علم المنظمة | اسم المنظمة                        | تاريخ انضمام قيرغيزستان | تاريخ انضمام ليبيريا |
| ----------- | ---------------------------------- | ----------------------- | -------------------- |
|             | مؤسسة التنمية الدولية              | 24 سبتمبر 1992          | 28 مارس 1962         |
|             | مؤسسة التمويل الدولية              | 11 فبراير 1993          | 28 مارس 1962         |
|             | منظمة حظر الأسلحة الكيميائية       | ?                       | ?                    |
|             | الأمم المتحدة                      | 2 مارس 1992             | 2 نوفمبر 1945        |
|             | الاتحاد الدولي للاتصالات           | 20 يناير 1994           | 10 أكتوبر 1927       |
|             | منظمة الشرطة الجنائية الدولية      | ?                       | ?                    |
|             | البنك الدولي للإنشاء والتعمير      | 18 سبتمبر 1992          | 28 مارس 1962         |
|             | الاتحاد البريدي العالمي            | ?                       | ?                    |
|             | وكالة ضمان الاستثمار متعدد الأطراف | 21 سبتمبر 1993          | 12 أبريل 2007        |
|             | يونسكو                             | 2 يونيو 1992            | 6 مارس 1947          |

## وصلات خارجية
- موقع وزارة الخارجية الليبيرية